# Déposivore

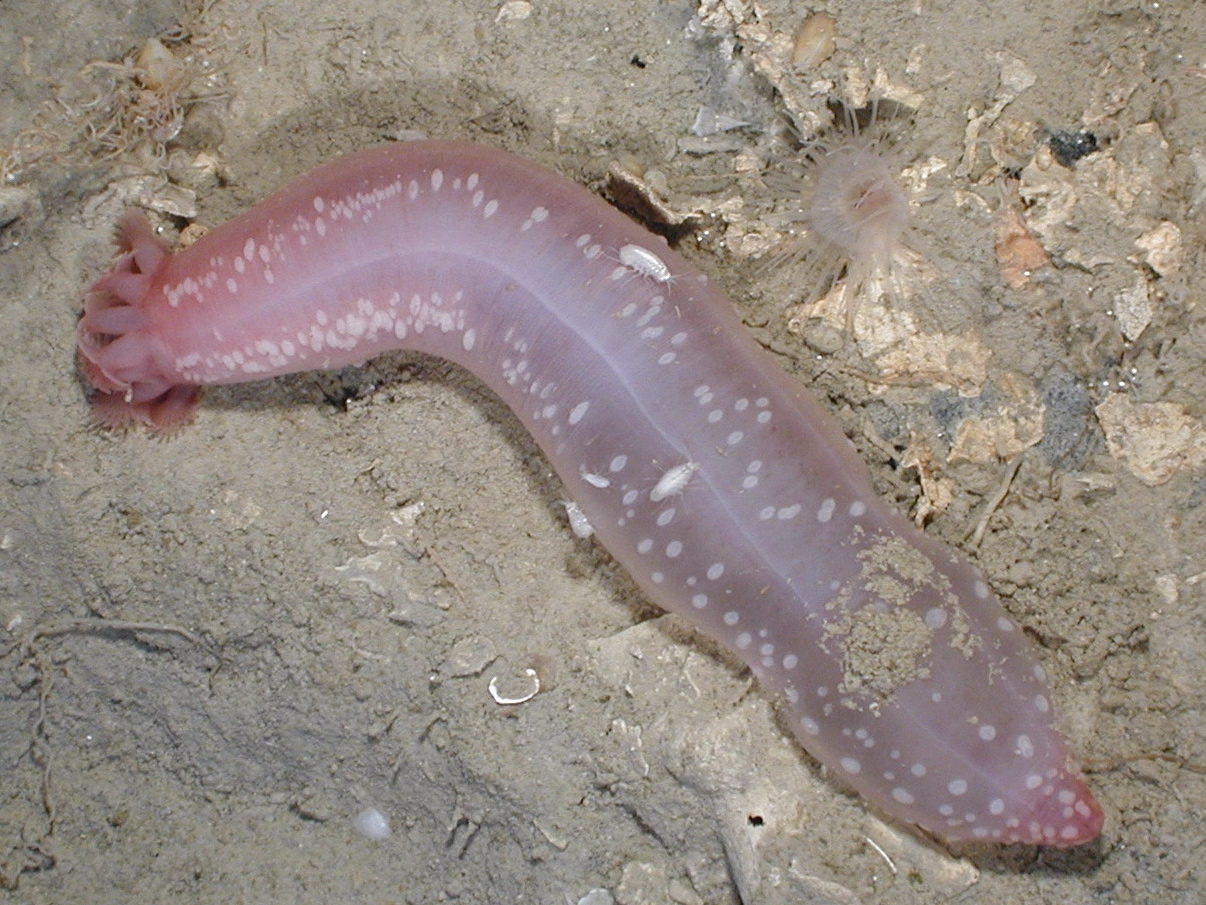
Chiridota heheva, une espèce de concombre de mer déposivore abyssal.

Le terme « déposivore » (parfois « dépositivore ») fait référence à un mode d'alimentation aquatique. 

## Principe
Ce terme concerne des animaux se nourrissant à partir de matière organique particulaire déposée sur le fond, contenant divers déchets minéraux ou organiques ainsi qu'un feutrage algal ou bactérien plus ou moins abondant. Il s'agit donc d'un mode d'alimentation microphage. Le terme est employé soit comme qualificatif (par exemple dans « microphagie déposivore »), soit comme substantif (par exemple « les déposivores »). On distingue plusieurs catégories de déposivores en fonction de leur mode de vie (libres ou fixés, enfouis dans le sédiment) et de la zone du fond qu'ils exploitent (surface proprement dite ou intérieur du sédiment).
Les déposivores nécessitent certaines adaptations pour survivre avec un tel régime : de faibles besoins alimentaires, un appareil buccal adapté au ramassage et éventuellement au triage du sédiment, et surtout un appareil digestif très performant et bien protégé contre les attaques microbiennes. La flore intestinale joue un rôle primordial dans ce processus. 
Un régime proche est le régime sédimentivore : il implique généralement des espèces vivant enfouies à l'intérieur du sédiment, comme de nombreux vers ou les oursins irréguliers. À leur différence, les déposivores n'exploitent que la couche la plus superficielle du sédiment. 

## L'exemple des holothuries
Les principaux déposivores marins sont les holothuries (« concombres de mer ») : celles-ci peuvent former des populations très denses, particulièrement dans les abysses, constituant la moitié des formes vivantes à 4 000 mètres de profondeur et 90 % à 8 000 mètres. Leurs tentacules buccaux sont particulièrement bien adaptés au ramassage du sédiment, qui est ensuite ingéré pour en assimiler la fraction organique. Un seul individu peut avaler plus de 45 kg de sédiments par an, et leurs excellentes capacités digestives leur permettent de rejeter un sédiment fin, pur et homogène. Ainsi, les concombres de mer et les autres déposivores jouent un rôle capital dans les processus biologiques des fonds marins (bioturbation, épuration, homogénéisation du sédiment...). 

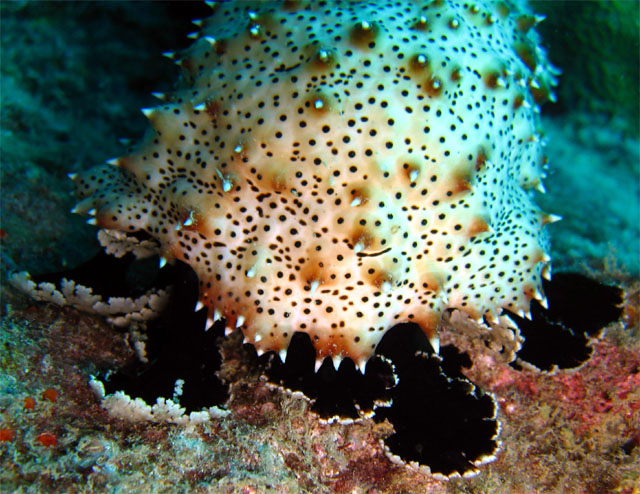
Bouche d'une holothurie aux tentacules peltés, adaptés au ramassage du sédiment.
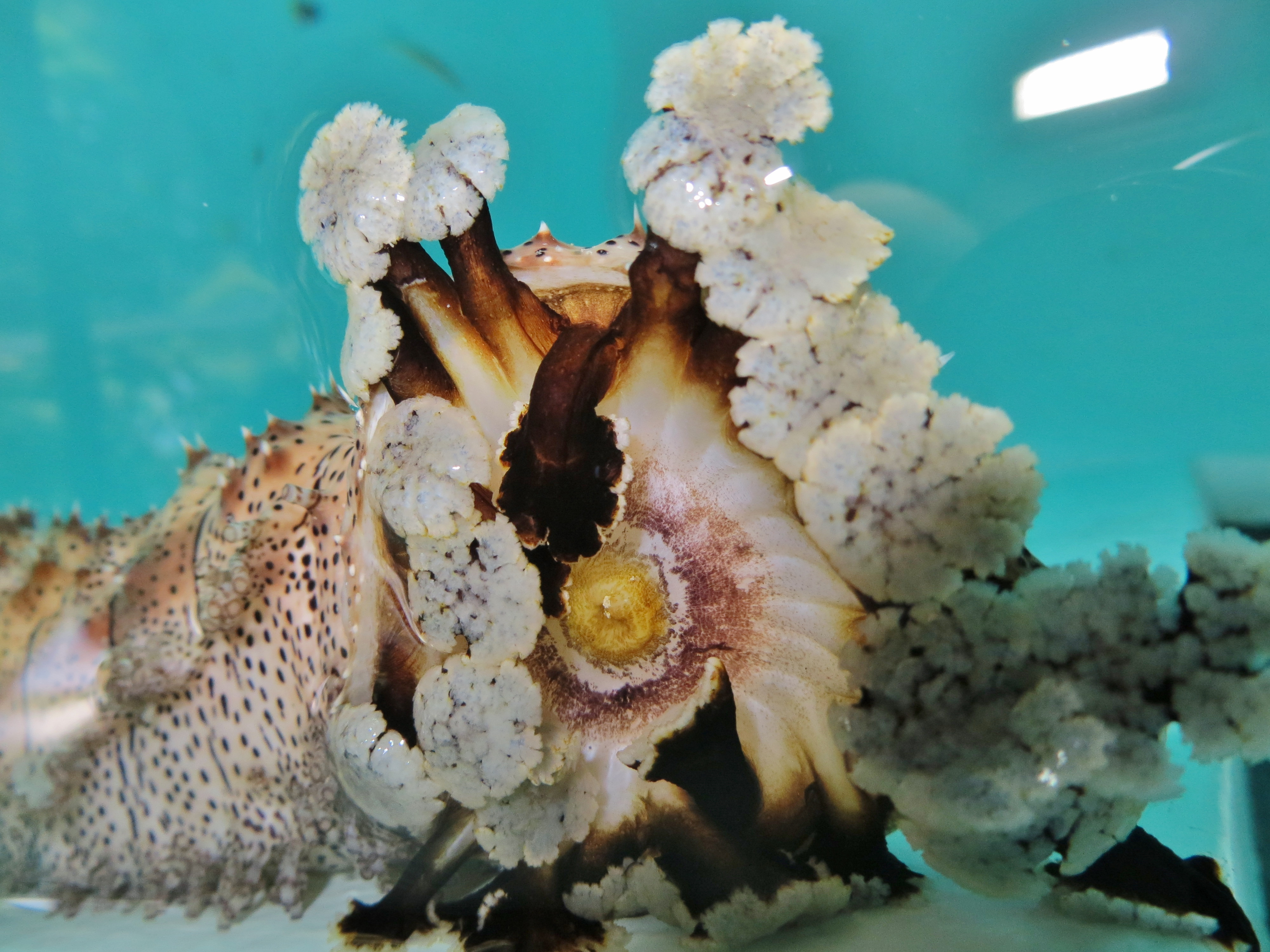
La même espèce, vue de l'appareil buccal.
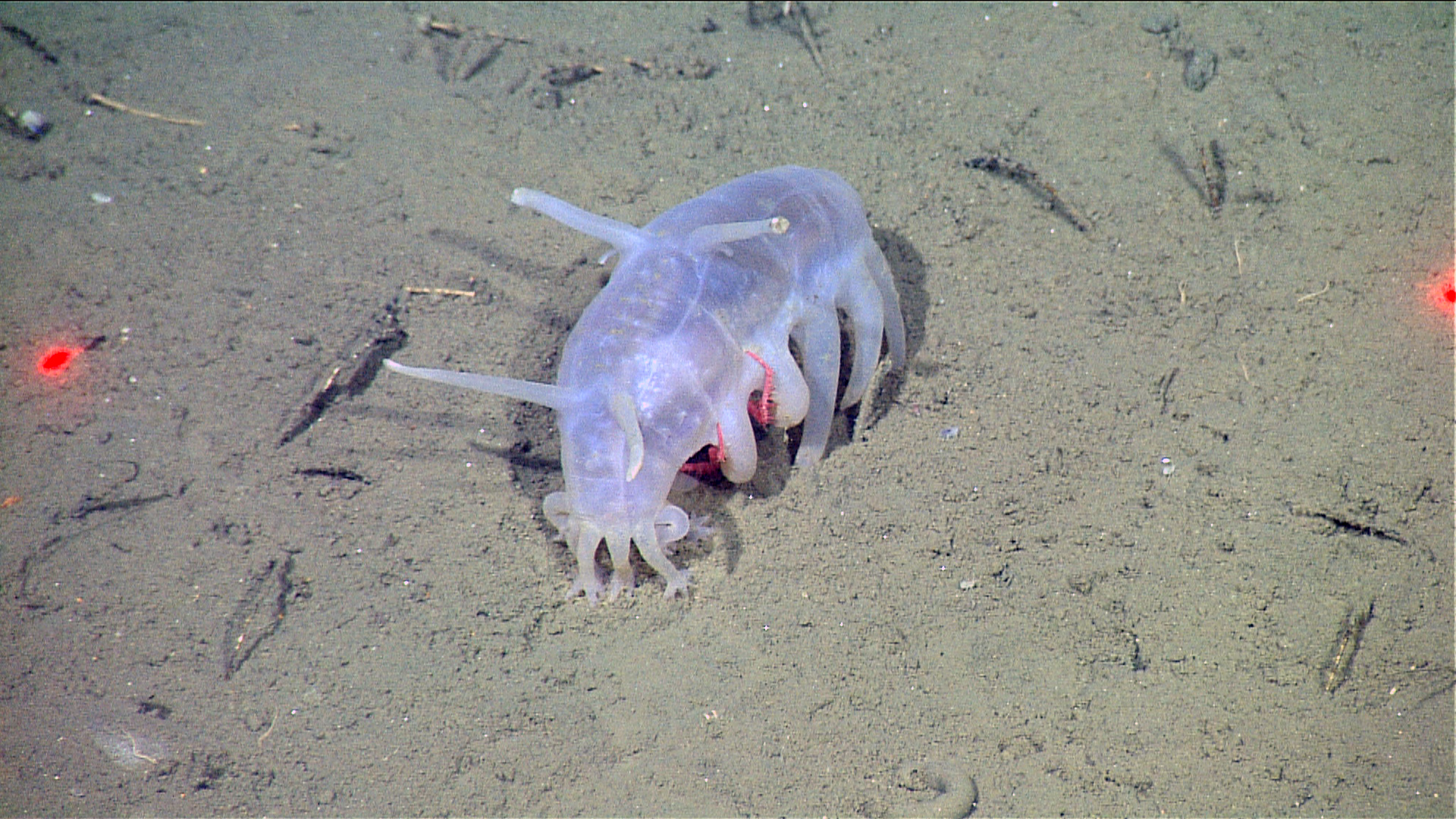
Les Elasipodida comme ce « cochon marin » (Scotoplanes globosa) sont les principaux déposivores des abysses.
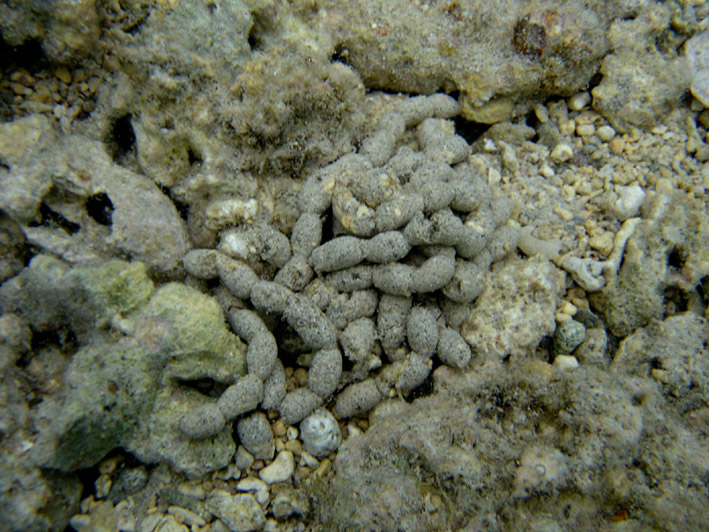
Déjections d'holothuries sédimentivores. Ce sable filtré et recyclé enrichit et homogénéise le sédiment.